# لورا جيمس (ممرضة)
لورا جيمس (بالإنجليزية: Laura James)‏ هي ممرضة نيوزيلندية، ولدت في 12 ديسمبر 1880، وتوفيت في 23 فبراير 1969.